# Dmitrij Boczkariow
Dmitrij Jewgienjewicz Boczkariow (ros. Дмитрий Евгеньевич Бочкарёв, ur. 28 grudnia 1958 w Leningradzie) – rosyjski łyżwiarz szybki reprezentujący ZSRR, srebrny medalista mistrzostw świata.

## Kariera
Największy sukces w karierze Dmitrij Boczkariow osiągnął w 1982 roku, kiedy zdobył srebrny medal podczas wielobojowych mistrzostw świata w Assen. W zawodach tych rozdzielił na podium Hilberta van der Duima z Holandii i Rolfa Falk-Larssena z Norwegii. Wygrał tam na dystansach 5000 i 10 000 m, był ósmy na 500 m, a w biegu na 1500 m zajął dziewiąte miejsce. Był to jedyny medal wywalczony przez niego na międzynarodowej imprezie tej rangi. Na rozgrywanych rok wcześniej mistrzostwach świata w Oslo był czwarty, przegrywając walkę o medal z Norwegiem Janem Egilem Storholtem. Tylko raz znalazł się tam w pierwszej trójce, zajmując drugie miejsce w biegu na 5000 m. Zajął ponadto trzecie miejsce w biegach na 1500 i 10 000 m podczas mistrzostw świata w Oslo w 1983 roku, jednak dopiero 19. miejsce w biegu na 500 m spowodowało, że imprezę zakończył na szóstej pozycji. W 1984 roku brał udział w igrzyskach olimpijskich w Sarajewie, zajmując szóste miejsce na dystansie 10 000 m. Na rozgrywanych cztery lata później igrzyskach w Calgary zajął siedemnaste miejsce na 5000 m.